# Riddarholmen
Riddarholmen – wyspa i zarazem dzielnica w centralnym Sztokholmie.
Wyspa stanowi część Gamla stan i mieści parę ciekawych pałaców pochodzących z XVII wieku. Główny punkt orientacyjny to kościół Riddarholmen, w którym pochowani są władcy Szwecji. Zachodni kraniec wyspy daje wspaniałą panoramę zatoki Riddarfjärden. Znajduje się tam posąg jarla Birgera – legendarnego założyciela Sztokholmu.

## Historia wyspy
Po 1250 roku na wyspie zwanej wtedy Kidskär leżącej poza granicami osady wypasało się bydło. W latach 1270–1285 założono opactwo franciszkańskie. Zmieniono także nazwę na Gråmunkeholmen. W 1527 w wyniku reformacji usunięto zakonników z wyspy. Na początku XVII wieku nadano ziemię szlachcicom i zmieniono ponownie nazwę na obecną. Po pożarze twierdzy Tre Kronor rodzina królewska przeniosła się do Pałacu Wrangla. Po 1830 dom Fleminga używany zostaje na posiedzenia parlamentarne. W latach 1865–1875 dzięki przebudowie gmachu parlamentu i domu Hebbego powstaje siedziba dwuizbowego parlamentu. W 1905 parlament przenosi się do nowej siedziby na Helgeandsholmen.